# The Cake
"The Cake" is een promotionele streetsingle van Rotten Apple, het tweede album van Amerikaanse rapper Lloyd Banks. De track bevat een couplet van 50 Cent en is geproduceerd door The 10. Een sample van "I Believe"van Triumvirat is gebruikt voor de beat. Er is ook een video van het nummer, waarin het couplet van 50 Cent is weggeknipt. De track haalde de Billboard Hot 100 niet, maar piekte wel op #65 in de Billboard R&B & Hip-Hop Charts.